# Conan l'usurpatore
Conan l'usurpatore (Conan the Usurper) è una raccolta di quattro racconti heroic fantasy scritti da Robert E. Howard e L. Sprague de Camp con protagonista Conan il barbaro, personaggio creato da Howard.
È l'ottavo tomo di una serie di dodici volumi dedicata al personaggio.

## Storia editoriale
l personaggio di Conan era stato creato da Robert Howard nel 1932 e fu protagonista di diversi romanzi e racconti pubblicati sulla rivista Weird Tales fino alla morte dello scrittore nel 1936. Circa vent'anni dopo la casa editrice Gnome Press acquisì i diritti per ristampare in volume il ciclo di Conan e affidò la curatela del progetto al romanziere L. Sprague de Camp, importante autore della rivista Unknown concorrente di Weird Tales; egli decise di organizzare i testi di Howard secondo una cronologia interna da lui ipotizzata (laddove Howard li aveva composti in ordine anacronico) e aggiunse ai cinque volumi di materiali "canonici" due tomi di testi "apocrifi", composti di suo pugno o dal collaboratore Björn Nyberg. Circa dieci anni dopo i diritti passarono da Gnome Press a Lancer Books e il nuovo editore incaricò de Camp e il suo collaboratore Lin Carter di espandere ulteriormente la serie, allestendo così una nuova edizione in dodici volumi.
L'ottavo volume Conan the Usurper fu pubblicato in brossura da Lancer Books nel 1967 ed è stato tradotto in tedesco, spagnolo, italiano, svedese e olandese.
La prima edizione italiana di Conan l'usurpatore è stata pubblicata da Editrice Nord nel 1977 entro la Fantacollana, collana nella quale venne tradotta l'intera serie Lancer/Ace (seppur in ordine sfasato rispetto alla cronologia interna); il romanzo è stato riproposto dallo stesso editore entro il volume omnibus di grande formato Il Regno di Conan il Grande della linea Grandi Opere Nord nel 1989, e poi nell'omnibus in brossura tascabile Il Regno di Conan della linea Tascabili Super Omnibus nel 1994.

## Contenuti
Il volume comprende due racconti "canonici" di Howard; un romanzo breve "canonico" di Howard pesantemente interpolato da de Camp; e un racconto incompiuto di Howard completato da de Camp come "collaborazione postuma". 
- Introduzione (L. Sprague de Camp)
- Il tesoro di Tranicos (The Treasure of Tranicos), Fantasy Magazine febbraio-marzo 1953. Scritto da Robert E. Howard con il titolo di Lo straniero nero (The Black Stranger) e modificato da L. Sprague de Camp.
- "Lupi oltre la frontiera" ("Wolves Beyond the Border"), inedito. Sinossi di Robert E. Howard terminata da L. Sprague de Camp.
- "La fenice sulla lama" ("The Phoenix on the Sword"), Weird Tales dicembre 1932. Scritto da Robert E. Howard.
- "La cittadella scarlatta" ("The Scarlet Citadel"), Weird Tales gennaio 1933. Scritto da Robert E. Howard.

## Trama
Nelle quattro storie di questo volume il quarantenne Conan raggiunge il coronamento della propria carriera di avventuriero: in principio egli è un mero sbandato dell'armata aquiloniana (sconfitta dal popolo dei Pitti al termine del precedente volume), ma riesce a impadronirsi di un ingente tesoro e a ricongiungersi con i propri compagni d'arme, che gli propongono un'impresa disperata – armare un esercito per deporre il tirannico re Numedides di Aquilonia, così da assegnare la corona a Conan stesso. La guerra di usurpazione non viene mostrata direttamente, bensì narrata dalla prospettiva di soldati aquiloniani di stanza sul confine con i Pitti, e si conclude con il trionfo di Conan, il quale però deve affrontare e sgominare in rapida successione due contro-colpi di Stato: prima una cospirazione di notabili aquiloniani che cercano di assassinarlo nel suo stesso palazzo, poi un'invasione a tradimento dei regni rivali di Ophir e Koth.
Si noti che il racconto "Lupi oltre la frontiera" è l'unica storia del corpus howardiano a svolgersi nell'era hyboriana ma a non avere Conan come protagonista (l'eroe è il soldato Gault figlio di Hagar), pur menzionando la guerra contro Numedides come evento di sfondo; nel 1979 de Camp avrebbe narrato il conflitto dalla prospettiva di Conan in un romanzo midquel completamente di suo pugno, Conan il liberatore. Va ugualmente rimarcato che nel racconto "La fenice sulla lama" Conan si scontra indirettamente con lo stregone stygiano Thoth-Amon, come già era successo ne "Il dio nell'urna" incluso nel primo volume Conan!; nei testi originali di Howard il guerriero cimmero e il mago stygiano non si incontrano mai di persona, ma de Camp imbastì una rivalità accesa fra i due nel romanzo apocrifo Conan il bucaniere (sesto volume della dodecalogia) e ne narrò il climax nell'undicesimo volume Conan di Aquilonia.